# Brody (powiat żarski)
Brody (niem. Pförten) – miasto w Polsce, położone w województwie lubuskim, w powiecie żarskim, w gminie Brody. Przez centrum Brodów płynie rzeka Werdawa, a na uboczu miasta Kanał Brodzki. Przez miasto przebiega droga wojewódzka nr 289.
Brody leżą na historycznych Dolnych Łużycach. Brody uzyskały lokację miejską około 1590 roku. Nie uznane za miasto 1 lipca 1945, po przejściu pod administrację polską. W latach 1945–1954 siedziba wiejskiej gminy Brody, 1954–1972 gromady Brody, a od 1973 reaktywowanej gminy Brody. W latach 1975–1998 należały administracyjnie do województwa zielonogórskiego. 1 stycznia 2024 odzyskały status miasta.

## Historia

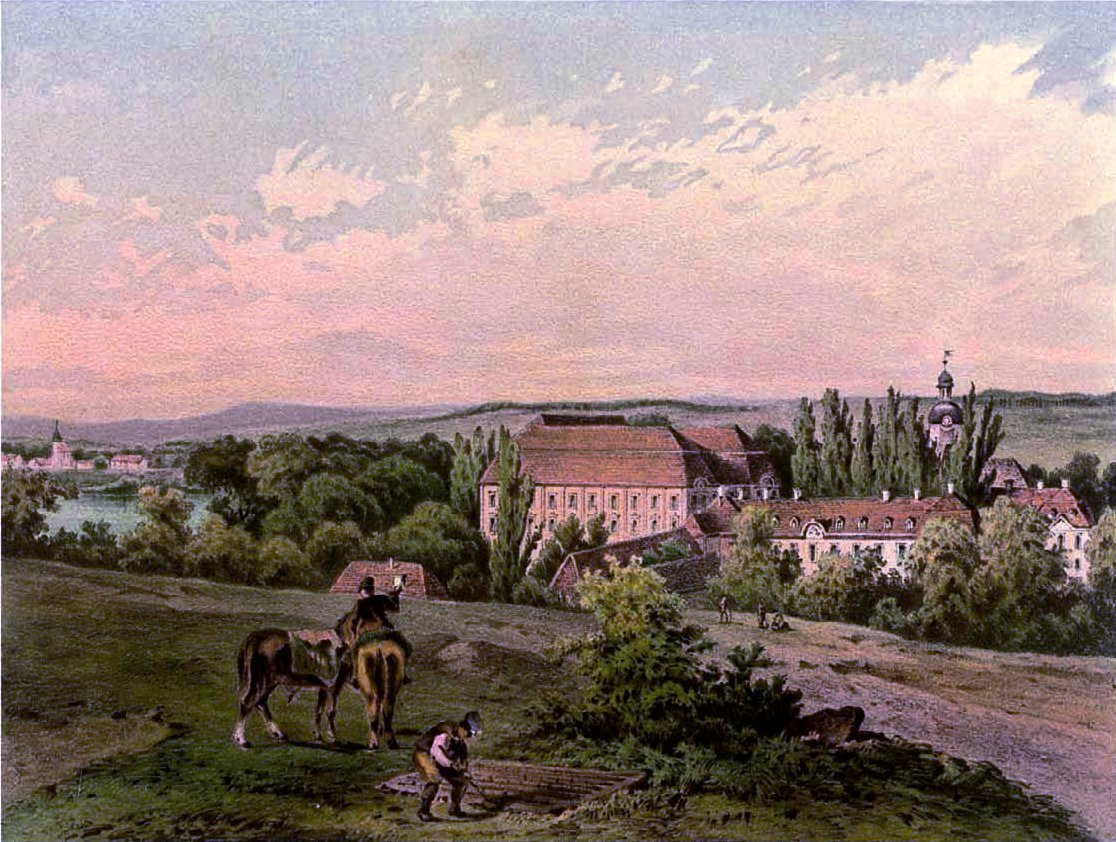
Pałac w XIX w.

W średniowieczu w okresie rozbicia dzielnicowego sięgały tu granice Polski. Pierwsze wzmianki historyczne pochodzą z 1398. Przed 1590 Brody otrzymały lokację miejską. W 1635 na mocy pokoju praskiego utracone przez Królestwo Czech na rzecz Saksonii, znajdując się w efekcie w latach 1697–1763 pod panowaniem królów Polski Augusta II i Augusta III. Do 1667 własność rodu Bibersteinów – ostatnim z rodu był Ferdynand II von Biberstein, po czym w II połowie XVII wieku miasto wraz z przylegającym majątkiem znalazły się w zainteresowaniu rodu Promnitzów, od 1668 własność Ulryka von Promnitza. Najwspanialszy okres rozwoju Brody przeżywały w XVIII wieku, gdy właścicielem miasta został hrabia Henryk Brühl – minister Augusta III. Rozbudowano wówczas pałac, a w 1748 z okazji wizyty Augusta III wzniesiono Bramę Zasiecką. Król wizytował miasto wielokrotnie, przez Brody przebiegała wówczas jedna z tras łączących Warszawę i Drezno. Na mocy postanowień kongresu wiedeńskiego w 1815 przeszło do Królestwa Prus, z którymi od 1871 do 1945 było częścią Niemiec. Od 1945 roku w Polsce, utraciły prawa miejskie.
W 2022 roku odbyły się konsultacje dotyczące odzyskania praw miejskich przez Brody, gdyż w 2024 roku obchodzona będzie rocznica lokacji miasta. Mieszkańcy poparli pomysł, a wniosek do MSWiA uzyskał pozytywne rozpatrzenie, wobec czego 1 stycznia 2024 Brody ponownie uzyskały status miasta. Dodatkowo licząca 892 mieszkańców miejscowość stała się najmniejszym miastem w województwie, wypierając Szlichtyngową po 25 latach posiadania tego tytułu (od reformy administracyjnej z 1999 r.), a także jednym z najmniejszych miast w Polsce.

## Zabytki
Do wojewódzkiego rejestru zabytków wpisane są:
- kościół ewangelicki, obecnie rzymskokatolicki, parafialny pw. Wszystkich Świętych z XVII w., przebudowany w 1725 i w latach 1981–1983
- cmentarz z XVII w.
- zespół pałacowy z XVIII–XX w.:
  - pałac Brühla
  - dwie oficyny
  - oranżeria
  - brama pałacowa
  - park
- zespół zabudowy mieszkalno-gospodarczej przy zespole pałacowym, z połowy XVIII wieku:
  - dwa budynki gospodarcze
  - oficyna „pałacyku Marianny”, szachulcowa
  - browar
  - brama miejska – Brama Zasiecka, przy wjeździe od strony miejscowości Zasieki
  - dom ubogich
  - zajazd
  - koszary pałacowe, dwa budynki
  - stodoła
- dom, ul. Kilińskiego 5, murowano-szachulcowy, z XVIII/XIX w.
- dom, ul. Przedmieście Mariańskie 1, z XVIII w.
- domy, Rynek 5, 7, 8, 9, murowano-szachulcowe, z XVIII w.
- domy, ul. Szkolna 7, 8, z połowy XVIII w.
- domy, ul. Traugutta 10 (d. 8), 12 (d. 10), z połowy XVIII w.
- domy, ul. Wolności 1a (d. 1), 4, d. 6, 6 (d. 8), d. 10 dom apteka, 11 (d. 19), 12 (d. 14), 16 (d. 18), 18 (d. 20), 21, z połowy XVIII w.
- budynek Poczty Polskiej, ul. Wolności 6
- dom, pl. Zamkowy 1 (d. Wolności 7), 5, murowano-szachulcowy, z połowy XVIII w.

inne zabytki:
- dawna poczta

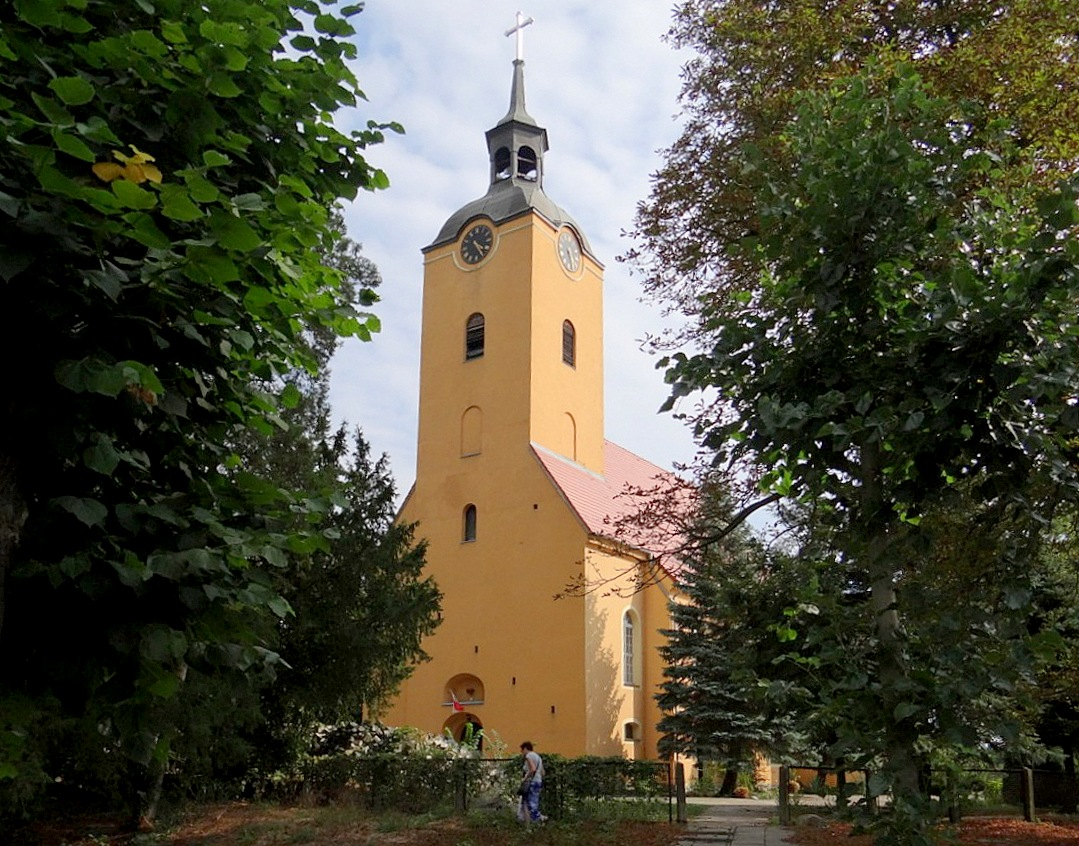
Kościół Wszystkich Świętych
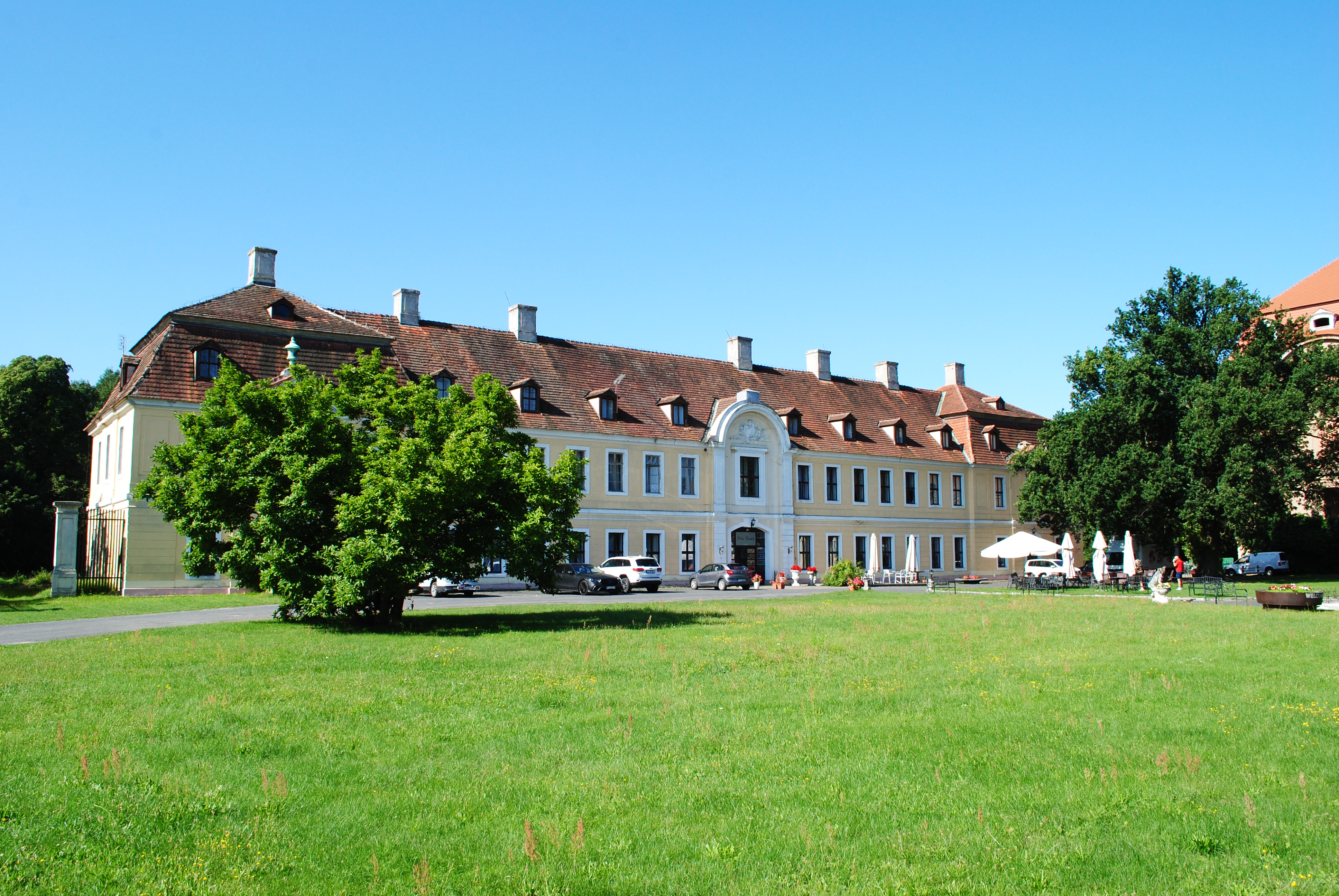
Oficyna pałacowa
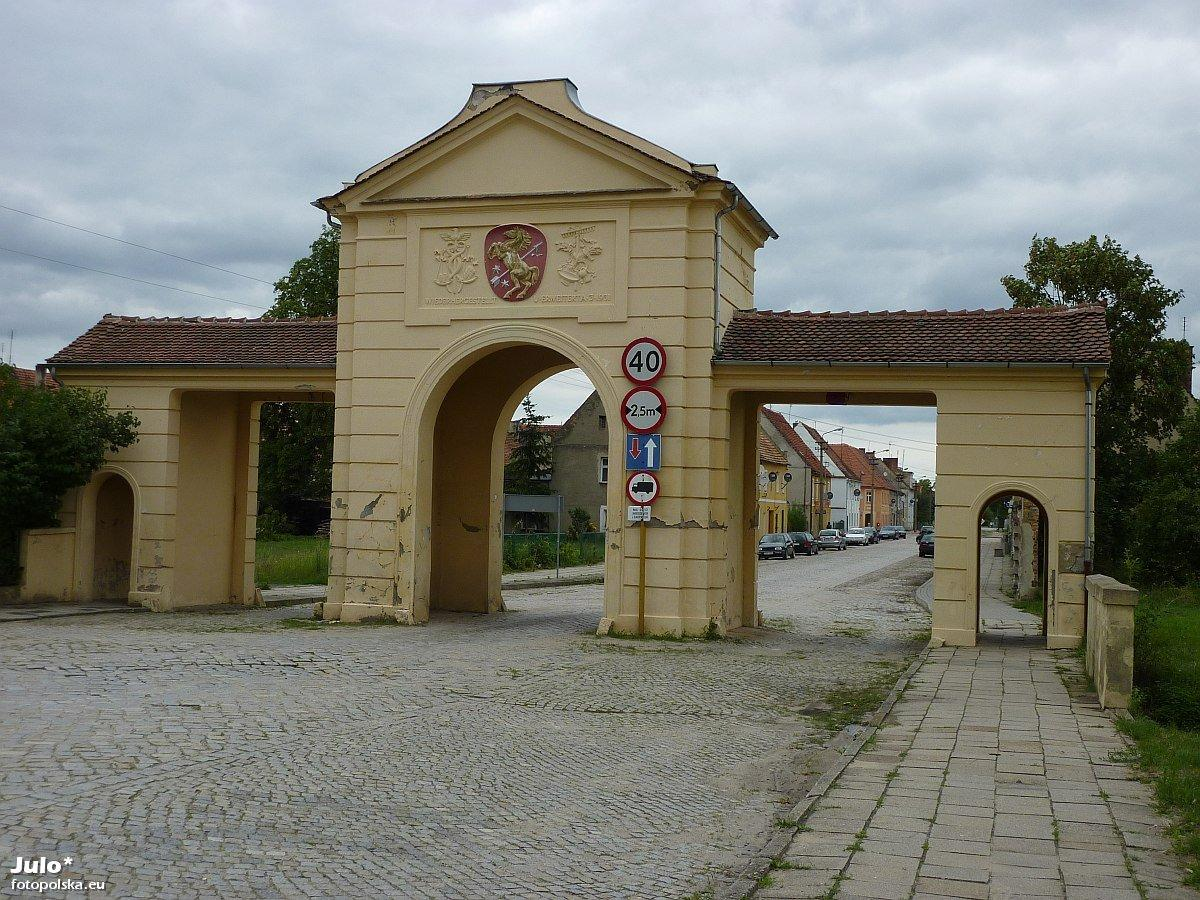
Brama Zasiecka z herbem miasta
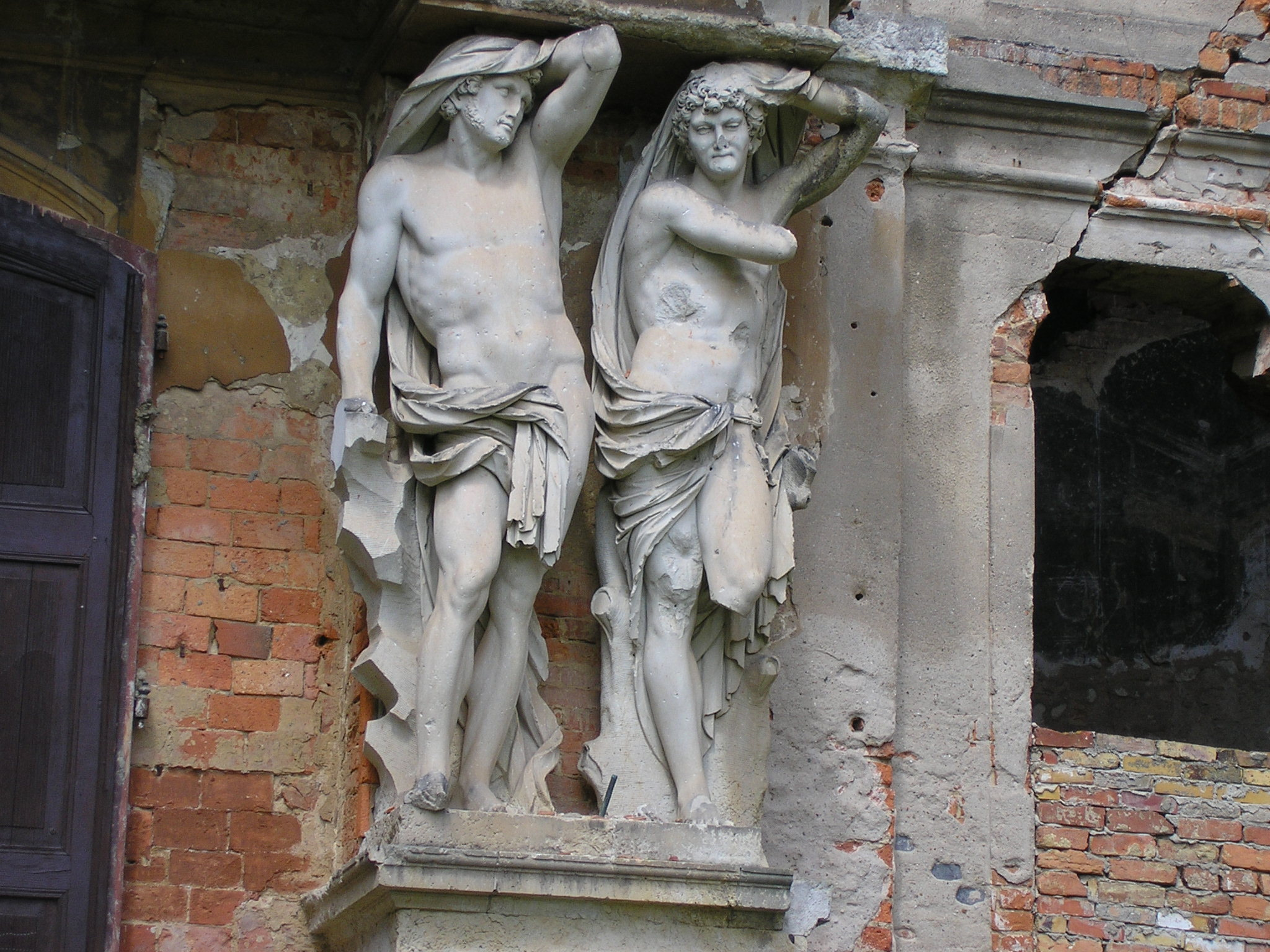
Rzeźby przy pałacu
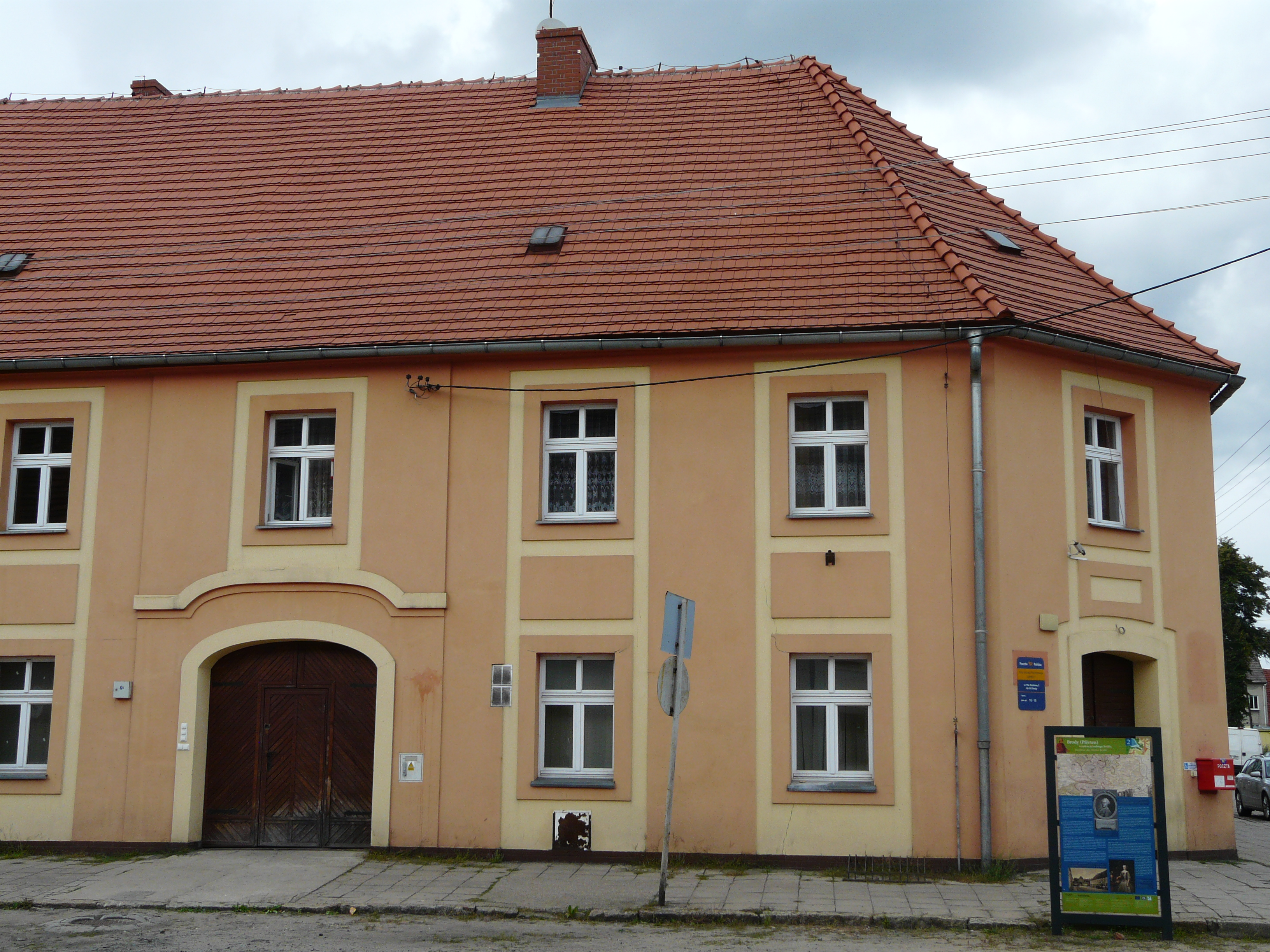
Budynek poczty

| Dane historyczne | Dane historyczne | Dane historyczne |
| Rok              | Ludność          | Zm., %           |
| ---------------- | ---------------- | ---------------- |
| 1816             | 953              | –                |
| 1843             | 958              | 0,5%             |
| 1871             | 976              | 1,9%             |
| 1880             | 988              | 1,2%             |
| 1890             | 992              | 0,4%             |
| 1900             | 1080             | 8,9%             |
| 1910             | 1035             | −4,2%            |
| 1925             | 1151             | 11,2%            |
| 1939             | 1123             | −2,4%            |
| [ 17 ]           |                  |                  |